# Сен и дах
Сен и дах је трећи студијски албум који је издала певачица Senidah. Издат је 25. фебруара 2025. за Bassivity Digital.